# Осипенко, Полина Денисовна

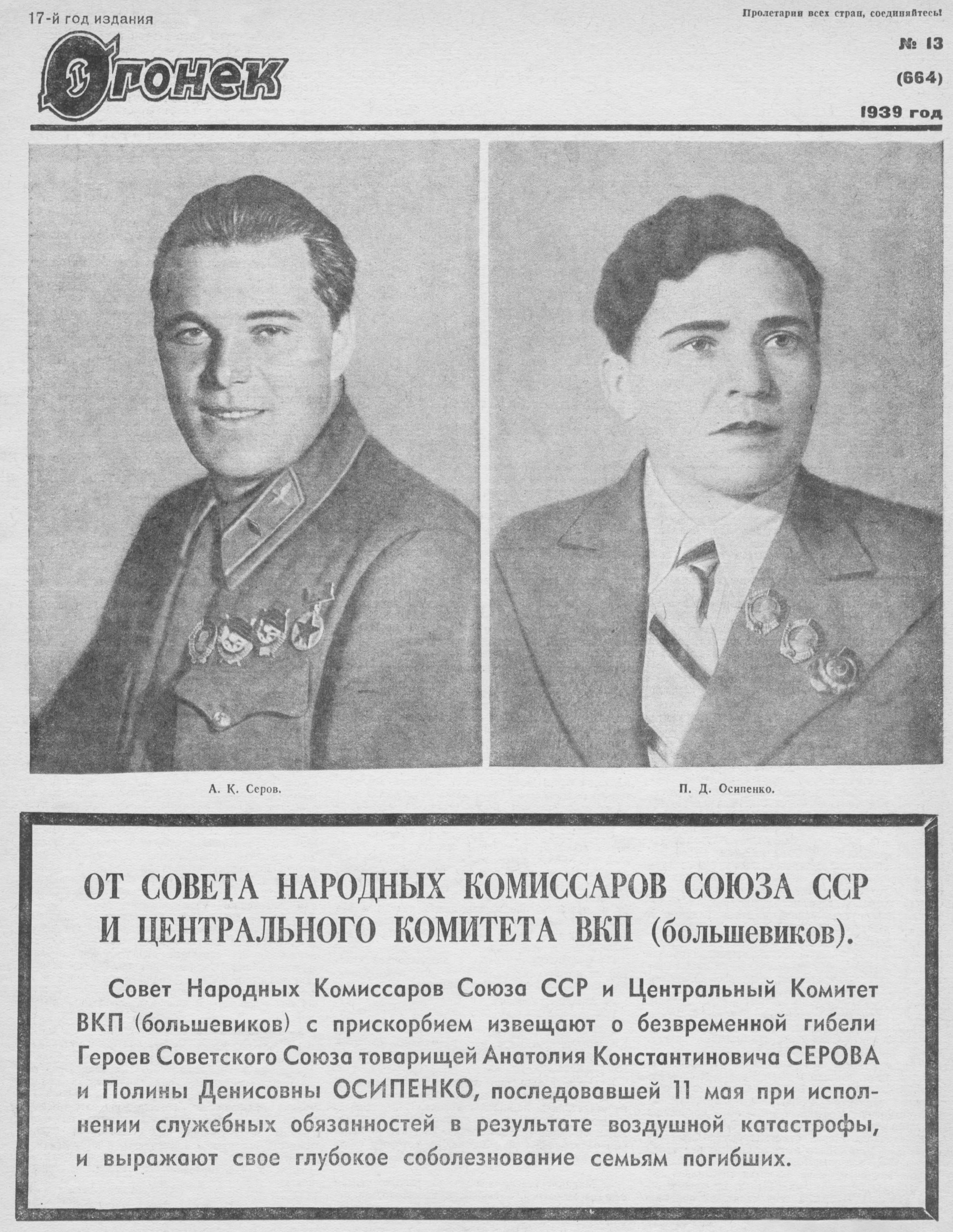
Правительственное сообщение о гибели Анатолия Серова и Полины Осипенко

Поли́на Дени́совна Осипе́нко (в девичестве — Дудник; в первом браке Говяз; 25 сентября [8 октября] 1907, Новоспасовка, Екатеринославская губерния — 11 мая 1939, Рыбновский район, Рязанская область) — советская лётчица; одна из первых женщин, удостоенных звания Герой Советского Союза.

## Биография

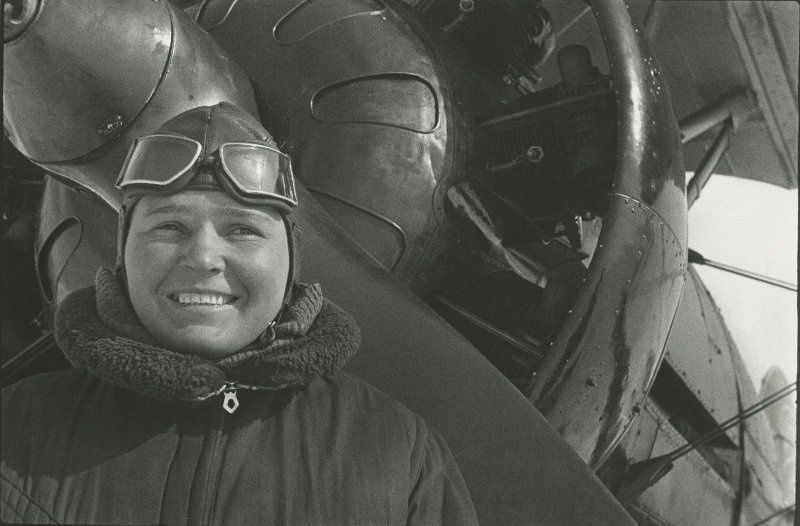
Осипенко у самолета. 1936 г.

Родилась 24 сентября (7 октября) 1905 год в селе Новоспасовка (ныне носит её имя) Российской империи, ныне Бердянского района Запорожской области (Украина), в семье крестьян Дудник Дениса Емельяновича и Феодосии Федоровны (в девичестве - Мостовой). Имя при крещении — Пелагия. Была девятым ребёнком в семье.
Окончила начальную школу, курсы птицеводов. Работала заведующей колхозной птицефермой.
Полина вспоминала о встрече с первой советской лётчицей З. П. Кокориной : «Я была птичницей. У нашей деревни сел самолёт. Вышла женщина. Я вся загорелась: и женщины могут летать?!».
Первый муж (с 1 февраля 1926 года) — односельчанин Степан Мефодьевич Говяз (11 (24) октября 1906—1941), военный лётчик, капитан. Он сыграл решающую роль в том, что супруга тоже выбрала авиацию. В апреле 1931 года Полина Говяз уехала из Новоспасовки к своему мужу в Качу, где тот служил. Степан и подготовил жену к поступлению в Качинскую школу военных пилотов. Когда Полину Говяз стали готовить к установлению авиационных рекордов, супругов-лётчиков намеренно разлучили, отправив Степана на службу в Ростовскую область. Позже, в 1936 году, его репрессировали, документы о его существовании — уничтожили. След Степана Говяза потерялся в исправительно-трудовом лагере под г. Баку, после марта 1941 года. Все попытки выяснить его дальнейшую судьбу не дали результатов. Реабилитирован посмертно 22 ноября 2001 года.
Первая попытка Полины поступить в Качинскую школу лётчиков не увенчалась успехом. Училища размещались на нескольких площадках, куда к 12 часам на самолёте У-2 привозили стартовый завтрак. В этих постоянных полётах лётчики-инструкторы разрешали Полине подержаться за управление. Так она научилась управлять У-2. Затем, во время визита на «Качу» К. Е. Ворошилова, она упросила его зачислить её в училище, которое окончила в 1933 году. Член ВКП(б) с 1932 года.
Служила лётчиком, командиром звена в истребительной авиации.
Второй муж (с 11 февраля 1934 года) — однополчанин, советский лётчик-истребитель и военный деятель, генерал-лейтенант, Герой Советского Союза Александр Степанович Осипенко (19 мая (1 июня) 1910 — 22 июля 1991), воевавший в Испании. Однако, до 1936 года, Полина Денисовна носила фамилию Говяз, о чем свидетельствуют документы. Лишь в 1936 году сменила ее на Осипенко.
Летом 1937 года П. Д. Осипенко побила три мировых рекорда высотных полётов с грузом и без нагрузки. В 1938 году она возглавила беспосадочный перелёт Севастополь — Архангельск; её экипаж установил также международный женский рекорд дальности полёта по замкнутой кривой.
24—25 сентября 1938 года Гризодубова, Осипенко и Раскова должны были осуществить беспосадочный перелёт на Дальний Восток, как предполагалось, из Москвы в Комсомольск-на-Амуре на самолёте АНТ-37 «Родина». Однако из-за сложных погодных условий они не смогли найти комсомольский аэродром, а очутились с пустыми баками ближе к побережью Охотского моря. Гризодубова, будучи командиром самолёта, приняла решение о жёсткой посадке в лесу. Расковой был отдан приказ прыгать из самолёта — спустя десять дней её нашли в лесу живой. Гризодубова и Осипенко остались в самолёте и также выжили в аварийной посадке. Таким образом они установили рекорд по дальности перелёта среди женщин протяжённостью 6450 км (по прямой — 5910 км), и каждая из трех лётчиц была удостоена звания Героя Советского Союза.
За выполнение этого перелёта и проявленные при этом мужество и героизм 2 ноября 1938 года Полине Денисовне Осипенко присвоено звание Героя Советского Союза.
После перелёта Москва — Дальний Восток П. Д. Осипенко — инспектор по технике пилотажа, наставник пилотов-истребителей. Избиралась делегатом XVIII съезда ВКП(б).
Полина Денисовна Осипенко погибла в авиационной катастрофе утром 11 мая 1939 года во время учебно-тренировочных сборов на новом самолёте УТИ-4 вместе с начальником главной лётной инспекции ВВС РККА А. К. Серовым. Самолёт разбился возле деревни Высокое Рыбновский район (Рязанская область).
Прах Серова и Осипенко помещён в урнах в Кремлёвской стене на Красной площади в Москве.

## Награды
- Орден «Знак почета» (25.12.1936).[5]
- Герой Советского Союза № 105 (2.11.1938), медаль Золотая Звезда не вручалась в связи с гибелью.
- Орден Ленина (15.07.1938, 2.11.1938).
- Орден Трудового Красного Знамени.

## Семья
- Первый муж (с 1 февраля 1926 года) — Степан Мефодьевич Говяз (1906—1941).
- Второй муж (с 11 февраля 1934 года) — Александр Степанович Осипенко (1910—1991)[6].
  - Сын — Павел Александрович (1938—1984), Москва — г. Амурск Хабаровского края.
    - Внучка — Полина Павловна Осипенко (1973 г.р.), проживает в Хабаровске[7][8][9].

## Память

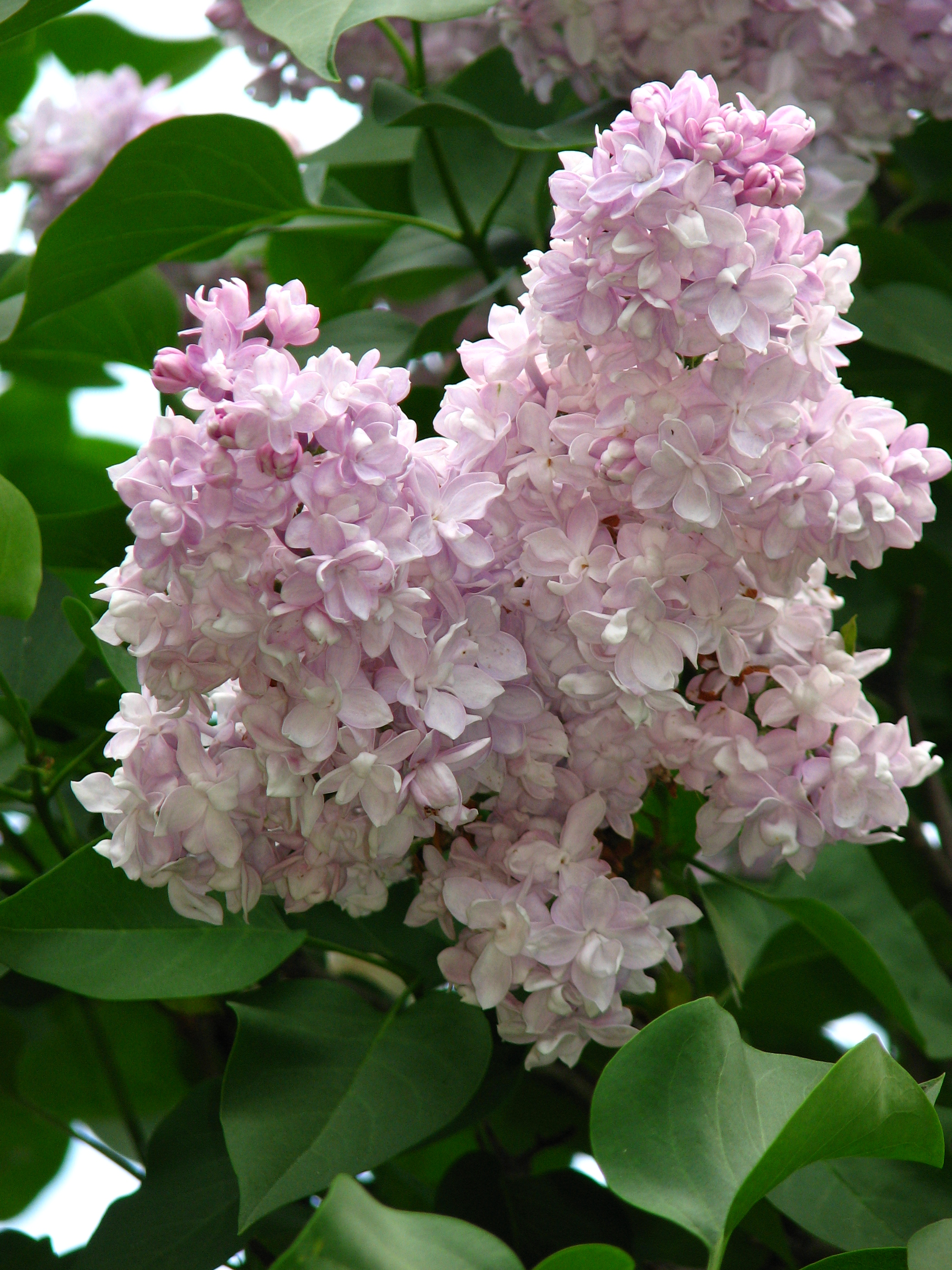
Сорт сирени «Полина Осипенко»

- С 17 июля 1939 по 1958 год её именем назывался город Бердянск[10][11].
- Указом Президиума Верховного Совета РСФСР от 10 июня 1939 года Кербинский район Нижнеамурской области Хабаровского края переименован в район имени Полины Осипенко. Этим же указом село Керби — административный центр района тоже был переименован в село имени Полины Осипенко.
- В честь П. Д. Осипенко названо её родное село (ранее с. Новоспасовка) и музей при местной сельской школе.
- Именем П. Д. Осипенко была названа улица в ЦАО города Москвы района Замоскворечье. Прежнее название улицы восстановлено, а имя П. Д. Осипенко присвоено новой улице в САО города Москвы Хорошёвского района.

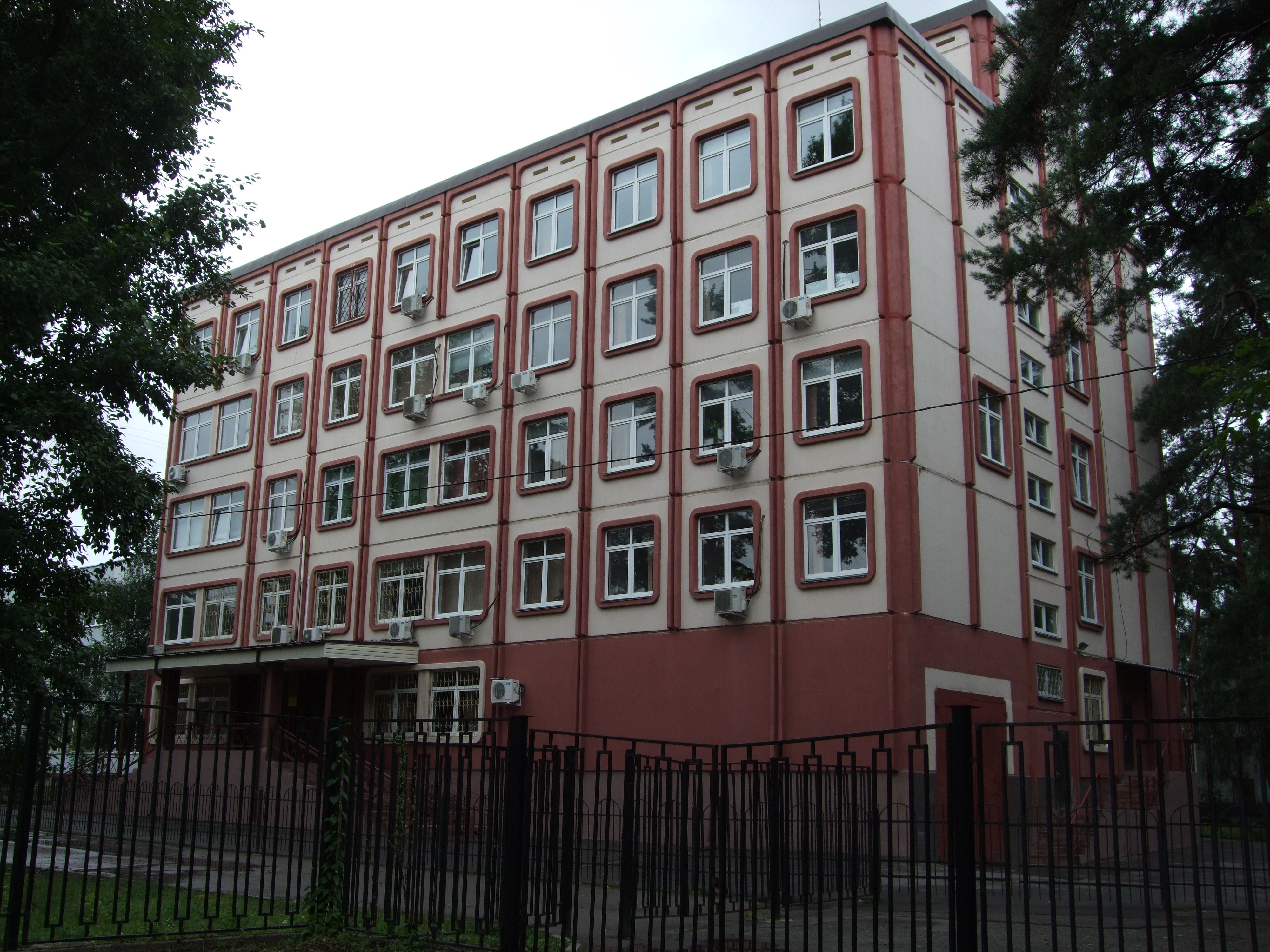
Улица Полины Осипенко в Жуковском

- Её именем названы улицы и площади во многих городах бывшего СССР, микрорайоны в Запорожье, Барнауле, райцентр и район в Хабаровском крае, Уфе.
- Имя Осипенко в 1939 году присвоено Одесской военной авиационной школе, Днепропетровскому областному аэроклубу, Бердянскому учительскому институту (педагогический институт, позже университет).
- осенью 1940 года в городе Вижница Черновицкой области была организована ремесленная артель имени Полины Осипенко, однако после оккупации города немецко-румынскими войсками (5 июля 1941 года) она прекратила своё существование[12]
- В селе Осипенко (Запорожская область) установлен её бюст.
- В городе Кокшетау — памятник (1984) см. Памятники Кокшетау, также был заложен сквер имени П. Д. Осипенко.Памятник Полине Осипенко в Бердянске, Запорожская обл., Украина
- В городе Бердянске — памятник.

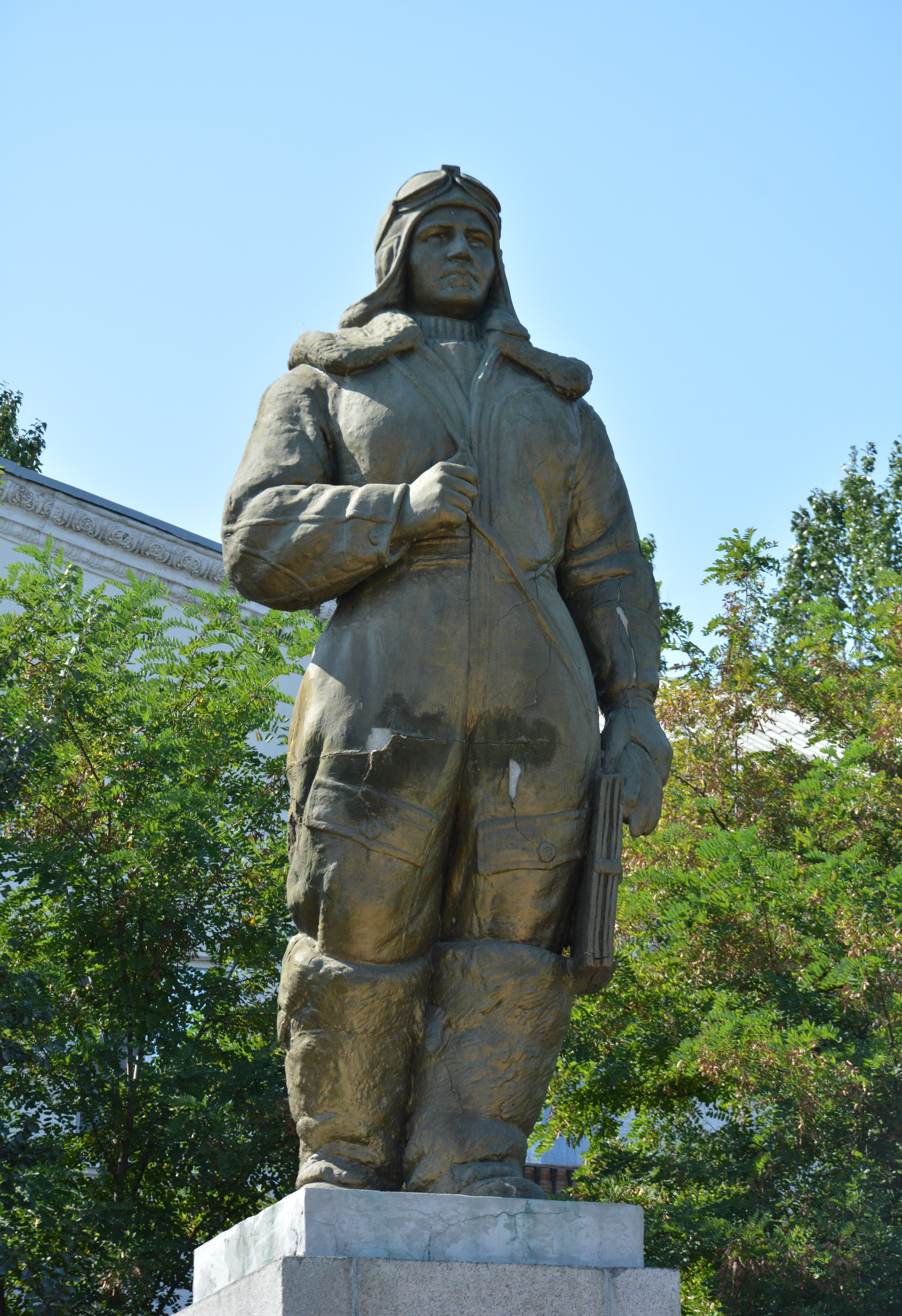
Памятник Полине Осипенко в Бердянске, Запорожская обл., Украина

- В Городе Владимир (город, Россия) - улица
- В селе Высокое (трасса М-5) Рыбновского района Рязанской области (на месте гибели) — обелиск.
- Сорт сирени «Полина Осипенко» выведен московским селекционером Л. А. Колесниковым.
- В 1940 году в Крыму основан совхоз-завод «Полина Осипенко», одно из крупнейших виноградных хозяйств Крыма. Из мускатных сортов винограда, произрастающих на землях совхоза-завода, Инкерманский завод марочных вин изготавливает белое полусухое вино «Мускат Осипенко».
- В городе Комсомольск-на-Амуре — памятная табличка на доме по улице Кирова, в котором временно проживал экипаж самолёта «Родина» после своего спасения.
- В городе Барнауле — квартал в Железнодорожном районе.
- Именем Полины Осипенко названо грузовое судно[13].
- В городе Кызылорда есть средняя школа № 8 имени П. Д. Осипенко.
- В 1939 году в центре города Оренбурга был заложен сквер имени П. Д. Осипенко. Также её именем названа одна из улиц.
- В её честь в 1985 году назван кратер Осипенко на Венере.
- Имя «Полина Осипенко» носило рефрижераторное судно Латвийского Морского Пароходства.
- В 2019 году в городе Добруш в честь П. Д. Осипенко открыта мемориальная доска[14]

### В филателии

Почтовый конверт и марки
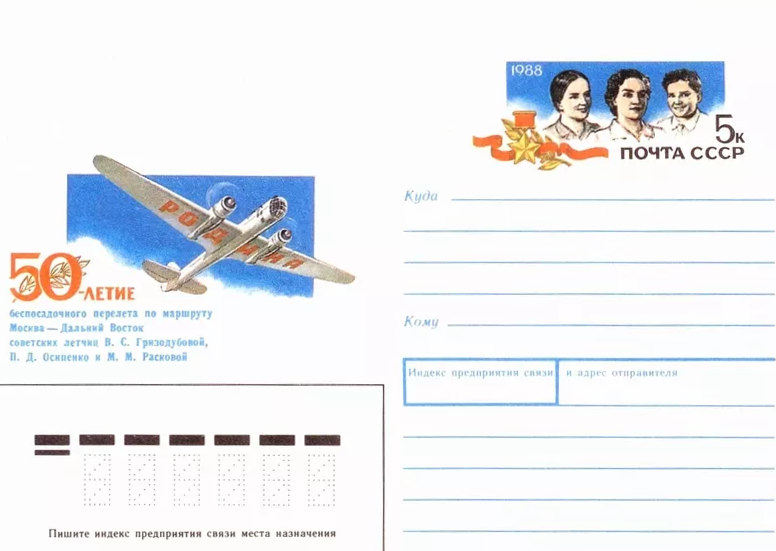
Почтовый конверт СССР: 50-летие полёта Москва — Дальний Восток
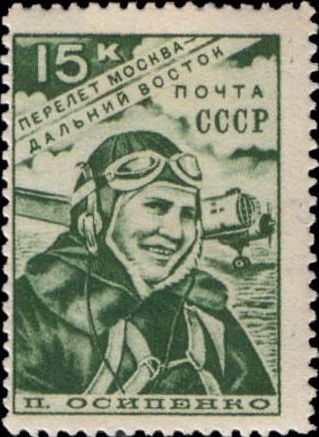
Почтовая марка СССР